# Піски глауконітові

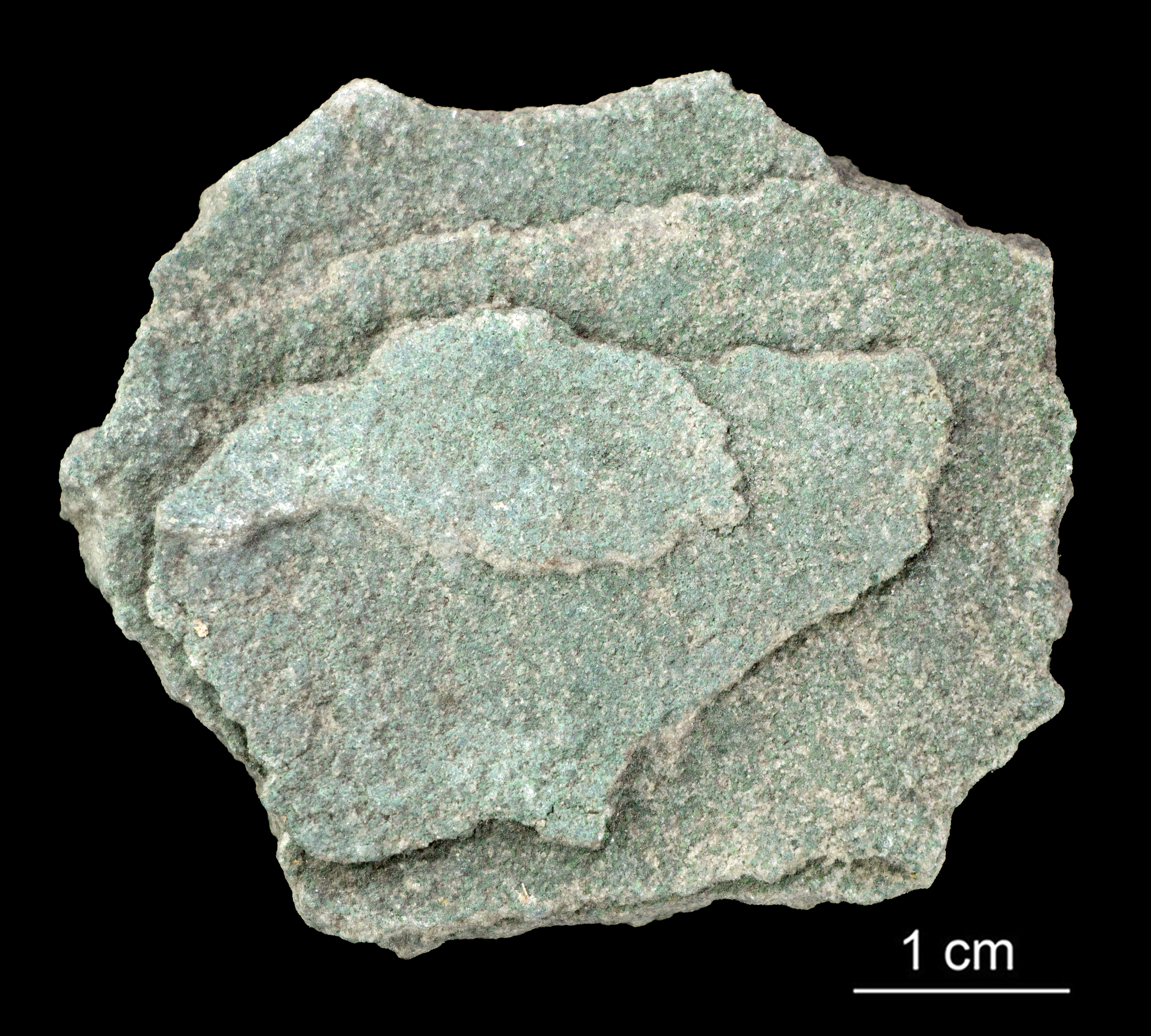
Глауконітовий пісковик

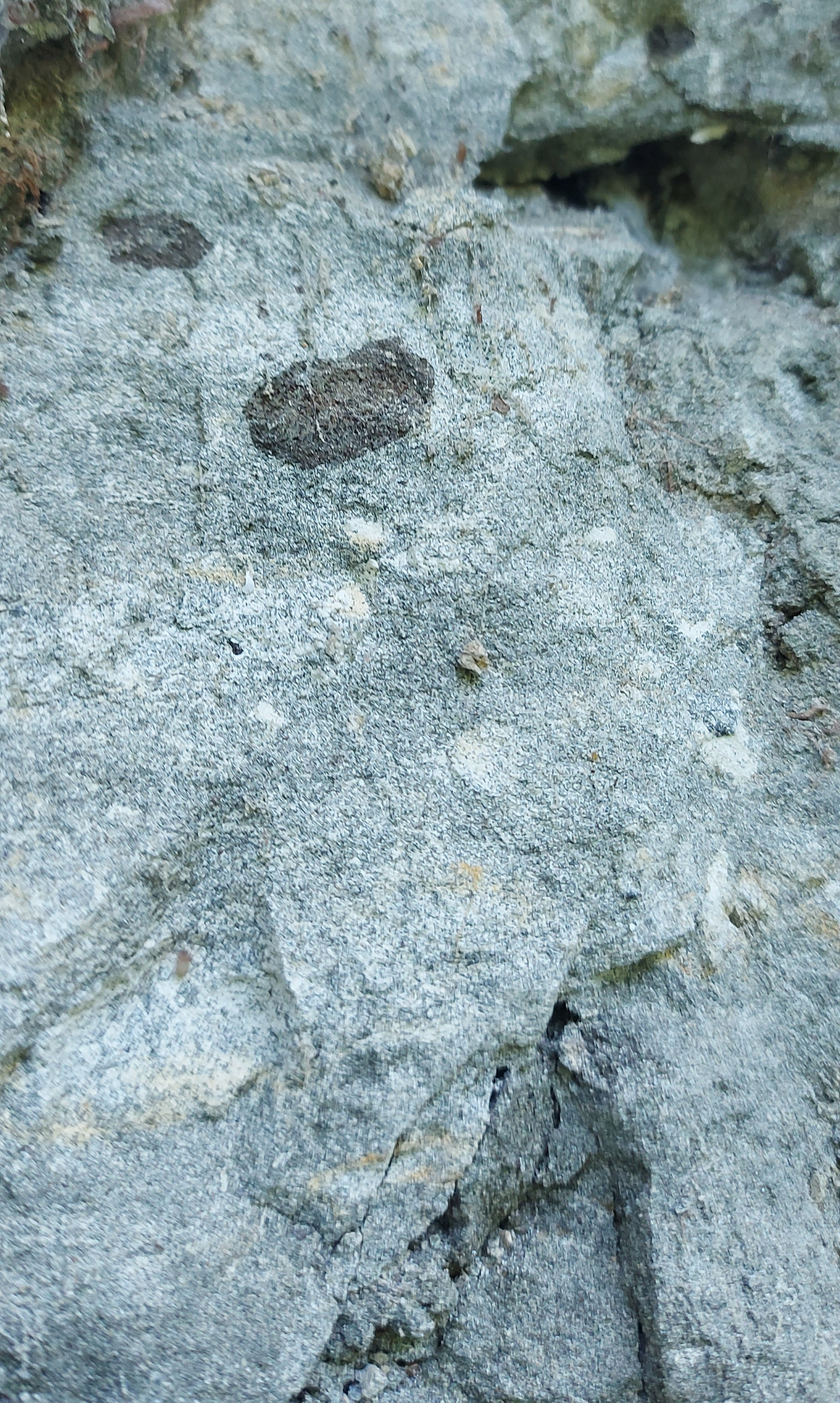
Глауконіт-кварцовий пісок із включенням фосфоритів (Середнє Подністров'я)

Піски глауконітові — гірничо-хімічна сировина, що містить глауконіт. Відомі як зелені піски чи пісковики зеленуватого кольору, які містять помітну кількість округлих зеленуватих зерен, що називаються глауконіями. Мають промислове значення і використовуються як агрохімічна сировина (джерело калію для ґрунтів), сорбент, будівельний матеріал.

## Поширення
Родовища зелених пісків є в північній та західній Європі, в Північній Америці, південно-східній Бразилії та північній Африці. Добре відомими і важливими є зелені піски Верхньої і Нижньої зеленої пісковикової світи Англії, які залягають в еоценових і крейдових осадових товщах, а також відклади на прибережних рівнинах штатів Нью-Джерсі та Делавер у США. Хоча зелені піски зустрічаються у фанерозойських і пізньодокембрійських осадових відкладах, найпоширені вони в еоценових, кембрійських і крейдових породах.
В Україні відклади кварц-глауконітових пісків неогенової, палеогенової і крейдової доби поширені на території Волино-Подільської плити, Українського кристалічного щита та в південно-східній частині Дніпровсько-Донецької западини. Прогнозні ресурси глауконітів становлять приблизно 5 млрд тон. Відомі глауконітовмісні піски, поширені в басейні середньої течії Дністра в товщі нижнього сеноману. Вони залягають на глибинах від 0—5 до 8—16 м, інколи глибше. Потужність продуктивного пласта від 3—4 до 8—16 м. Прогнозні ресурси глауконіту Середнього Подністров'я становлять від 1 до 3 млрд т за середнього вмісту глауконіту 50—70 %. Поклади глауконітових пісків виявлено біля сіл Маціорськ, Браїлівка, Струга, Куча, Круті Броди та інших. На півдні Хмельницької області у Віньковецькому районі попередньо розвідано Карачаївське, в Ярмолинецькому — Адамівське родовища. У першому з них запаси пісків становлять близько 400 млн т, а вміст глауконіту 60—70 %. Запаси Адамівського родовища оцінюють у 30 млн т (вміст глауконіту до 50 %).
У межах Донбасу глауконітові породи поширені в Кальміус-Торецькій і Бахмутській котловинах, а також у Конксько-Ялинській западині, де вони приурочені до фосфатизованих відкладів верхньої крейди.

## Склад і властивості
Глауконітовмісні піски класифікують за складом і умовами формування. Виокремлюють піски із різним вмістом глауконіту, з фосфоритною складовою, оглинені, перехідні до інших різновидів порід. На Середньому Подністров'ї, залежно від вмісту глауконіту, виділяють глауконіто-кварцові, опало-глауконіто-кварцові та кварцово-глауконітові піски. Глауконіто-кварцові піски переважно різнозернисті, зелені, кількість глауконіту в них сягає 50 % об'єму породи. В опалово-глауконіто-кварцових пісках, що мають ясно-зелені, жовтувато-зелені і зеленуватожовті кольори, вміст глауконіту коливається від 10 до 30 %. Кварцово-глауконітові піски переважно темно-зелені або малахітово-зелені з вмістом глауконіту до 70 %. В південно-східних районах Поділля глауконітові піски містять перевідкладені фосфорити.
Хімічний склад зернистого глауконіту Середнього Подністров'я такий: SiO2 (49—65 %), Al2O3 (5—9 %), Fe2O3 (15—23 %), MgO (3—5 %), K2O (~6 %), Р2О5 (0,05—1,2 %).

## Використання
Глауконітові піски використовують у таких основних галузях:
- в агропромисловому комплексі для виробництва калійно-фосфорних і мікроелементних добрив та мінеральних добавок до кормів усіх видів сільськогосподарських тварин і птиці. Розроблені на основі глауконіту добрива мають високу адсорбційну здатність стосовно йонів важких металів та радіонуклідів. Глауконітові концентрати можуть використовуватися у виробництві безхлорної нітрофоски (безхлорного калійного добрива), а також для покращення фізично-хімічних властивостей інших мінеральних добрив. Глауконітовий пісок є дієвим меліорантом, покращуючи агрономічні властивості ґрунтів[9][10];
- у будівельній промисловості для виробництва декоративних будівельних матеріалів і як компонент спеціальних цементів, у виробництві фарб як зелений природний пігмент[11];
- в очисних технологіях як природний іонообмінник (поглинання важких металів, амонію, фосфатів) для очищення органічної олії та мінеральних мастил, питної води, стічних вод, промислових стоків[12];
- в медицині та фармації як природний ентеросорбент для виведення токсинів із організму[13].